# Dioctria cothurnata
Dioctria cothurnata là một loài ruồi trong họ Asilidae. Dioctria cothurnata được Meigen miêu tả năm 1820.

## Hình ảnh

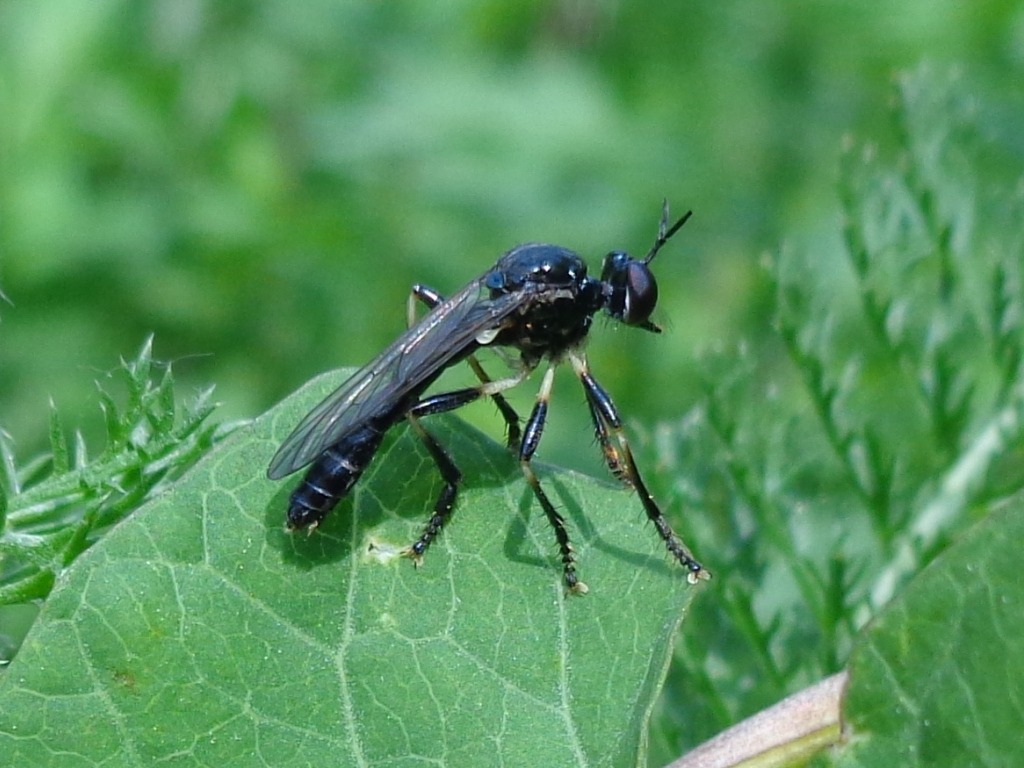
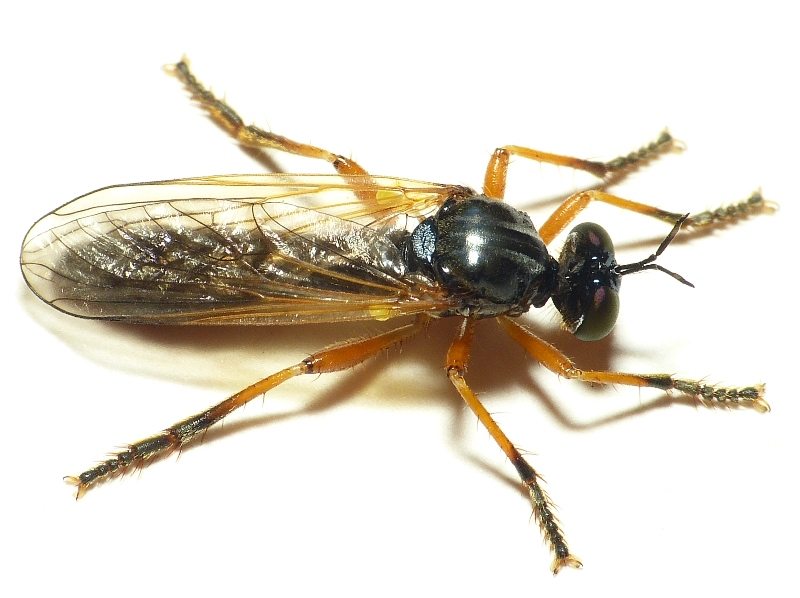
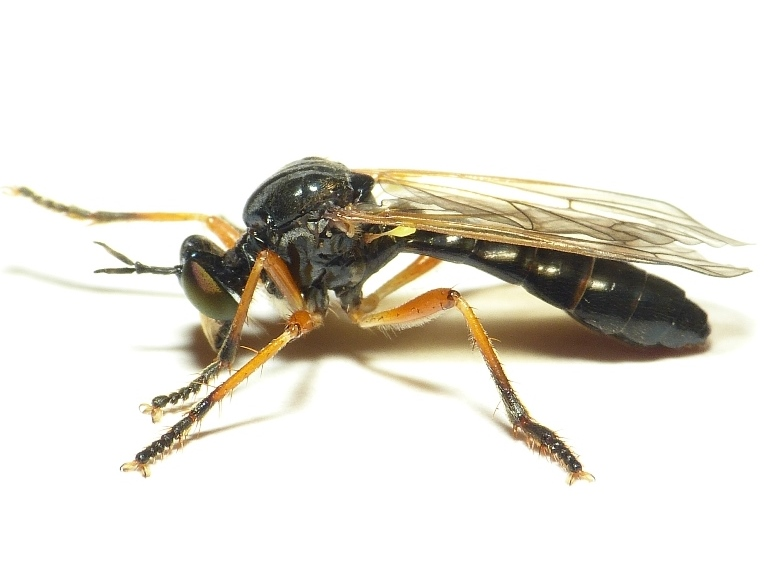
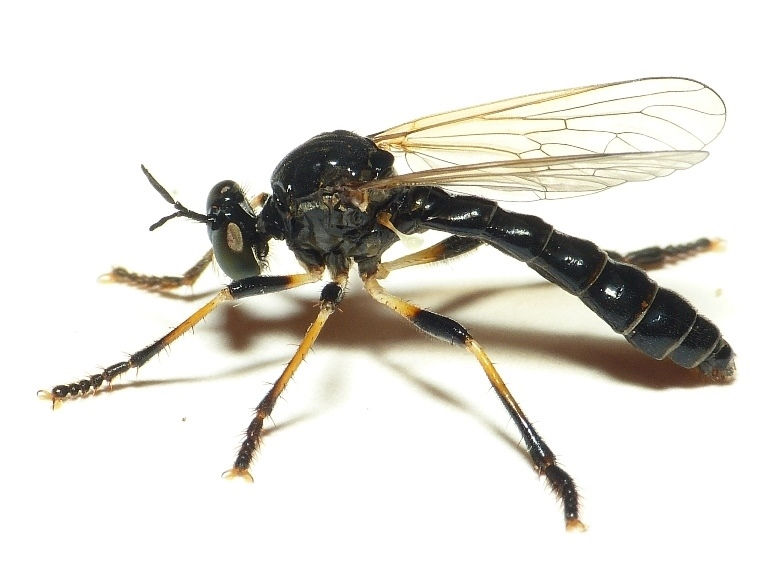